# Adolf Behrman
Ne doit pas être confondu avec Adolf Berman.
Pour les articles homonymes, voir Behrman.
Adolf Behrman ou Behrmann est un peintre juif polonais né en 1876 et mort en 1943.

## Biographie
Behrman étudie d'abord à Łódź puis aux Beaux-Arts de Munich et de Paris. Il voyage au cours des années 1920 en Palestine, en Égypte et au Maroc, ce qui influence beaucoup son œuvre.
Il est surtout connu dans l'entre-deux-guerres pour ses tableaux représentant la vie dans les shtetls, ainsi que des paysages et des portraits de groupe. Il passe l'essentiel de sa vie à Łódź et trouve la mort pendant la liquidation du ghetto de Białystok par les nazis.

## Notes et références

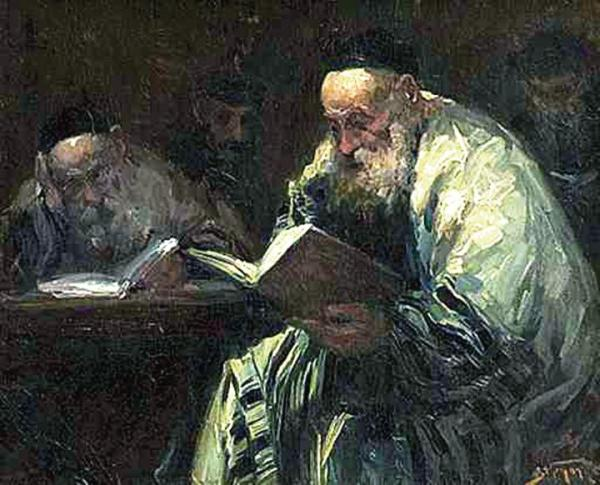
Adolf Behrman, les lecteurs du Talmud (Talmudyści).